# مثلث کپلر

مثلث کپلر یک مثلث قائم الزاویه است که از سه مربع با مساحت‌هایی منطبق با نسبت طلایی تشکیل شده‌است.

مثلث کپلر (به انگلیسی: Kepler triangle) یک مثلث قائم الزاویه خاص دارای طول لبه‌هایی مطابق تصاعد هندسی است. نسبت تصاعد هندسی طول لبه‌ها برابر با  {\displaystyle {\sqrt {\varphi }}} است. در این صورت، {\displaystyle \varphi =(1+{\sqrt {5}})/2} نسبت طلایی است و پیشرفت تصاعد را می‌توان به صورت {\displaystyle 1:{\sqrt {\varphi }}:\varphi }, یا تقریباً {\displaystyle 1:1.272:1.618} نوشت. تصاعد هندسی مربع‌هایی که در لبه این مثلث قرار گرفته‌اند شکل صعودی متفاوتی دارند که عبارت‌اند از {\displaystyle 1:\varphi :\varphi ^{2}}.
این مثلث به نام یوهانس کپلر نام‌گذاری شده‌است اما می‌توان آن را در منابع قبلی هم یافت. اگرچه برخی منابع ادعا می‌کنند که اهرام مصر باستان دارای تناسباتی بر اساس مثلث کپلر بوده‌اند، اکثر محققان معتقدند که نسبت طلایی در ریاضیات و معماری مصر شناخته شده نبوده‌است.